# 1901 год в авиации
Список событий в авиации в 1901 году.

## События
- 31 июля — метеорологи из Германии Артур Берсон и Райнхард Зюринг поднялись на высоту 10 800 м на аэростате, установив первый официальный рекорд высоты полёта аэростата.
- 14 августа — в Фэрфилде по сообщению газеты Bridgeport Herald и сообщениям нескольких свидетелей Густав Уайтхед совершил управляемый полёт на аппарате тяжелее воздуха с двигателем, пролетев около 800 метров на высоте 15 метров и безопасно приземлился.
- 3 октября — Вильгельм Кресс предпринял попытку взлёта с воды на своём самолёте-амфибии, но потерпел неудачу.
- 19 октября — бразилец Альберто Сантос-Дюмон пролетел вокруг Эйфелевой башни на своём дирижабле, выиграв в качестве приза 100 000 франков.

### Ноябрь — декабрь
- Братья Райт испытывают свой планёр при помощи изобретённой ими аэродинамической трубы.
- Попытка полёта планера Демово.[1]

## Персоны

### Родились
- 25 января — Рязанов, Василий Георгиевич, советский военачальник, дважды Герой Советского Союза, генерал-лейтенант авиации, командир 1-го гвардейского штурмового корпуса.
- 21 мая — Туманский, Сергей Константинович, советский конструктор авиационных двигателей Академик АН СССР (1968), Герой Социалистического Труда (1957). Член КПСС с 1951 года.